# Disabilità intellettiva
La disabilità intellettiva, anche nota come disabilità cognitiva (o erroneamente come ritardo mentale), è una patologia cognitiva persistente data da un alterato funzionamento del sistema nervoso centrale e fa parte dei disturbi del neurosviluppo. Rappresenta un disturbo dello sviluppo intellettivo, con difficoltà nelle abilità che normalmente si sviluppano durante il periodo evolutivo (capacità cognitive, linguistiche, motorie, sociali).  In sintesi, essa deriva da un insieme di deficit nel funzionamento intellettivo e adattivo. Non è da confondere con la malattia mentale, poiché la maggior parte di chi soffre di disturbi psichiatrici non presenta disabilità intellettiva.

## Il ritardo mentale secondo il DSM-IV

### Definizione diagnostica
Nella quarta edizione del DSM (1994), il termine "ritardo mentale" ha sostituito le precedenti denominazioni, ormai obsolete, come oligofrenia, frenastenia, ipofrenia, insufficienza mentale e imbecillità. Tuttavia, questa terminologia non è più in uso, essendo stata aggiornata nel DSM-5 (2013) con l'espressione "disturbo dello sviluppo intellettivo" o "disabilità intellettiva".
Nello specifico, i termini della definizione diagnostica erano i seguenti:
- un funzionamento intellettivo generale significativamente al di sotto della media (quoziente d'intelligenza pari o inferiore a 70 punti, ottenuto con un test standardizzato somministrato individualmente)
- concomitanti limitazioni nell'adattamento in due o più aree tra:

1. Comunicazione
2. Cura della persona
3. Vita in famiglia
4. Attività sociali
5. Capacità di usare le risorse della comunità
6. Autodeterminazione
7. Scuola
8. Lavoro
9. Tempo libero
10. Salute
11. Sicurezza

- l'esordio si verifica prima dei 18 anni

### Classificazione
In passato, si parlava di ritardo mentale con gravità non specificata quando si sospettava la presenza della condizione ma non era possibile valutarla con test standardizzati, ad esempio in soggetti con compromissioni gravi, non collaborativi o in età molto precoce. La definizione del livello di gravità, infatti, poteva essere stabilita in alcuni casi già a 6-8 anni, mentre in altri solo tra i 14 e i 16 anni.
La gravità del ritardo mentale veniva suddivisa in quattro livelli principali:
- lieve (85% dei casi), QI da 50-55 a 70
- moderato (10%), QI da 35-40 a 50-55
- grave (3-4%), QI da 20-25 a 35-40
- gravissimo (1-2%), QI inferiore 20-25.

#### Ritardo lieve
Difficilmente identificabile nei primi anni di vita, poiché le difficoltà motorie, prassiche e linguistiche erano lievi e non sempre distinguibili da una normale variabilità dello sviluppo. Spesso diventava evidente con l’ingresso a scuola, quando emergevano difficoltà nell’apprendimento, specialmente nella lettura e scrittura, acquisite generalmente intorno ai 7-8 anni. Fino ai vent’anni, questi individui necessitavano di supporto scolastico e sociale, ma potevano raggiungere un certo grado di autonomia lavorativa e sociale. In alcuni casi, il ritardo lieve era associato a condizioni come forme leggere di sindrome di Down, autismo moderato o lesioni cerebrali lievi.

#### Ritardo moderato
Gli individui con questa diagnosi, anche in età adulta, non superavano generalmente un’età mentale di 5-7 anni. Presentavano discrete capacità comunicative e, con supervisione, potevano provvedere alla cura personale e svolgere lavori semplici. L’apprendimento scolastico era compromesso, con acquisizione della lettura e scrittura intorno ai 10-12 anni e un vocabolario piuttosto limitato. Spesso, inoltre, emergeva uno sviluppo disarmonico delle competenze, con maggiori difficoltà linguistiche rispetto a quelle matematiche. In questa categoria rientravano condizioni come sindrome di Down, sindrome dell’X fragile, encefalopatie epilettiche infantili, sclerosi tuberosa e alcuni casi di autismo.

#### Ritardo grave
L’età mentale di questi individui raramente superava i 2-3 anni. Lo sviluppo psicomotorio era fortemente compromesso e l’acquisizione delle competenze motorie avveniva con grande ritardo. Il linguaggio risultava minimo o assente, ma con un adeguato supporto alcuni individui riuscivano a imparare parole basilari per esprimere bisogni primari. Le capacità di autonomia personale e lavorativa erano estremamente limitate, richiedendo assistenza costante. Condizioni come sindrome di Rett, forme gravi di sindrome di Down e gravi lesioni cerebrali perinatali erano tra le principali cause.

#### Ritardo gravissimo
In questo caso, l’età mentale restava inferiore ai 2 anni per tutta la vita. Il soggetto non era in grado di svolgere le principali funzioni quotidiane e la comunicazione era pressoché assente, con un linguaggio limitato a poche parole difficili da comprendere. Il bisogno di assistenza era totale e permanente. Le cause più frequenti includevano sindrome di Rett grave, anencefalia parziale, paralisi cerebrale infantile severa con tetraplegia e grave anossia perinatale.
Oggi, queste classificazioni non sono più in uso, poiché la terminologia è stata aggiornata per riflettere un approccio più accurato e scientificamente fondato.

## La disabilità intellettiva secondo il DSM-5

### Definizione diagnostica
La quinta edizione del Manuale diagnostico e statistico dei disturbi mentali sostituisce il termine ritardo mentale con quello di disabilità intellettiva.  Nel DSM-5-TR la definizione aggiornata è Disturbo dello sviluppo intellettivo (disabilità intellettiva). Non si fa più riferimento al punteggio del QI per stabilire livelli di gravità del disturbo, ma questi sono definiti in base al funzionamento adattivo in tre diversi ambiti: concettuale, sociale e pratico. 
I criteri diagnostici dunque, pur rimanendo nella sostanza gli stessi, sono stati riformulati in questo modo:
- Deficit delle funzioni intellettive, come ragionamento, problem solving, pianificazione, pensiero astratto, capacità di giudizio, apprendimento scolastico e apprendimento dall'esperienza, confermati sia da una valutazione clinica, sia da test standardizzati.
- Deficit del funzionamento adattivo che porta al mancato raggiungimento degli standard di sviluppo e socioculturali di autonomia e di responsabilità sociale.
- Esordio dei deficit intellettivi e adattivi durante il periodo dello sviluppo.

### Classificazione
Sono descritti quattro diversi livelli di gravità di disabilità intellettiva.

#### Disabilità intellettiva lieve
Difficoltà nell'apprendimento di abilità scolastiche come lettura, scrittura, calcolo, concetto del tempo e del denaro; negli adulti sono compromessi il pensiero astratto, la funzione esecutiva e la memoria a breve termine (ambito concettuale). L'individuo è immaturo nelle interazioni sociali; la comunicazione e il linguaggio sono più concreti rispetto a quanto atteso per l'età; la capacità di giudizio sociale è immatura e la persona è a rischio di essere manipolata (ambito sociale). L'individuo può avere maggior bisogno di supporto nelle attività complesse della vita quotidiana come il fare acquisti, utilizzo dei trasporti, la gestione della casa e dei bambini (ambito pratico).

#### Disabilità intellettiva moderata
Nei bambini in età prescolare il linguaggio e le abilità prescolastiche si sviluppano lentamente; i progressi nelle abilità scolastiche si verificano lentamente e sono limitati rispetto ai coetanei e negli adulti si fermano a livello elementare (ambito concettuale). La capacità di relazione è evidente, ma la capacità di giudizio sociale e di prendere decisioni è limitata e il personale di supporto deve assistere la persona nelle decisioni della vita (ambito sociale). L'individuo può prendersi cura dei bisogni personali, sebbene sia richiesto un lungo periodo di insegnamento affinché possa diventare indipendente; l'indipendenza lavorativa può essere raggiunta in lavori che richiedono limitate abilità concettuali, ma è necessario un notevole sostegno; possono essere sviluppate svariate capacità ricreative; in una minoranza significativa di individui è presente un comportamento disadattivo che causa problemi sociali (ambito pratico).

#### Disabilità intellettiva grave
Il raggiungimento di abilità concettuali è limitato; l'individuo in genere comprende poco il linguaggio scritto o i concetti che comportano numeri, quantità, tempo e denaro (ambito concettuale). Il linguaggio parlato limitato, l'eloquio può essere composto da singoli parole o frasi e può essere facilitato con l'aiuto di strumenti aumentativi; l'individuo comprende i discorsi templi e la comunicazione gestuale (ambito sociale). L'individuo richiede un sostegno in tutte le attività della vita quotidiana e non può prendere decisioni responsabili riguardo al proprio benessere; la partecipazione a compiti domestici, attività ricreative e lavoro richiede assistenza continuativa; in una minoranza significativa di casi è presente comportamento disadattivo, compreso autolesionismo (ambito pratico).

#### Disabilità intellettiva estrema
L'individuo può usare ad esempio oggetti in modo finalizzato; possono essere acquisite determinate abilità visto-spaziali, come il confronto e la classificazione basati su caratteristiche fisiche, tuttavia concomitanti compromissioni motorie e sensoriali possono impedire l'uso funzionale degli oggetti (ambito concettuale). L'individuo ha una comprensione molto limitata della comunicazione simbolica nell'eloquio o nella gestualità; può comprendere alcuni gesti o istruzioni semplici; esprime i propri desideri ed emozioni principalmente attraverso la comunicazione non verbale non simbolica; concomitanti compromissioni sensoriali e fisiche possono impedire molte attività sociali (ambito sociale). L'individuo è dipendente dagli altri in ogni aspetto della cura fisica, della salute e della sicurezza quotidiane, sebbene possa essere in grado di partecipare ad alcune di queste attività. Compromissioni fisiche e sensoriali rappresentano ostacoli frequenti alla partecipazione ad attività domestiche, ricreative e professionali; è presente comportamento disadattivo in una minoranza significativa di casi (ambito pratico).

## Cause
Solitamente sono distinguibili in:
- Cause prenatali: agiscono intorno alla 28ª settimana di gestazione interferendo con i processi di morfogenesi (si tratta ad esempio aberrazioni cromosomiche[1], anomalie genetiche, malformazioni cerebrali, disordini metabolici, ipossia)
- Cause perinatali: agiscono a partire dalla 29ª settimana di vita intrauterina fino alla 1ª settimana di vita extrauterina (troviamo ad esempio patologie materne, encefaliti, meningiti, insufficienza placentare, prematurità, complicanze in itinere nella gravidanza o nel parto[1])
- Cause postnatali: traumi, infezioni o disordini neurodegenerativi
- Cause ignote: le più frequenti, soprattutto per il ritardo lieve
- Fattori genetici: presenti nel 25% dei casi e fanno riferimento a[1]:

1. Sindrome di Down (o trisomia del cromosoma 21)
2. Sindrome dell'X Fragile
3. Sindrome di Angelman
4. Sindrome Prader – Willi
5. Sindrome di Rett

Al contrario di quanto si pensava in passato, la maggior parte dei casi di "ritardo mentale" rientrava nella categoria del cosiddetto "ritardo familiare", ovvero una condizione non attribuibile a deficit biologici evidenti, ma caratterizzata dalla presenza di una storia di ritardo all'interno della famiglia. In questi casi, risultava difficile stabilire con certezza se la causa fosse di natura ambientale—ad esempio, condizioni di povertà prolungata e malnutrizione, che potevano compromettere lo sviluppo cognitivo—oppure se vi fosse un fattore genetico sottostante. Oggi, con l’evoluzione delle conoscenze scientifiche, si riconosce che lo sviluppo intellettivo è il risultato dell’interazione tra predisposizione genetica e influenze ambientali, superando la rigida distinzione tra cause biologiche ed esperienziali..

## Linee di intervento psicoterapeutico-riabilitativo
Ѐ consigliabile intervenire attraverso:
- strategie di modellaggio, basate sull'uso sistematico del rinforzo
- lavori sulla motivazione e sull'autostima
- attività per sviluppare le capacità metacognitive
- programmi di potenziamento dell'autonomia
- processi di generalizzazione degli apprendimenti
- situazioni di collaborazione tra scuola e famiglia